# تشان هون تشونغ
ولد تشان هون تشونج في عام 1909 هو معلم لأسلوب هونغ جا ومنتج سابق و مصمم رقص وممثل. كان طالبا عند المعلم لام ساي وينغ . كما كان الرئيس المؤسس لجمعية فنون الدفاع عن النفس الصينية في هونغ كونغ، وأهم جمعية فنون الدفاع عن النفس الصينية في هونغ كونغ.

## حياته السابقة
ولد تشان في عام 1909 في هينغنينغ، قوانغدونغ . في سن التاسعة عشرة وصل إلى هونغ كونغ لتعلم الفنون القتالية عند المعلم لام ساي وينج . بعد سنوات عديدة من التدريب أسس تشان مدرسته الخاصة وهي صالة هون تشونغ للألعاب الرياضية في عام 1938.
قبل إنشاء مدرسته الخاصة، ساعد الجيش الصيني في مقاطعة شون تيه على تدريب الجيش على القتال ضد الغزو الياباني في عام 1936.
دخل تشان صناعة الترفيه في أواخر الأربعينيات إلى الخمسينيات وعمل كمنتج ومصمم رقصات وممثل في سلسلة أفلامه سيغونغ وونغ فاي التي تألق فيها كوان تاك هينغ.

## جمعية هونغ كونغ الصينية للفنون القتالية
في عام 1969جاءت مجموعة من فنون الدفاع عن النفس الصينية إلى هونغ كونغ من سنغافورة لمناقشة عقد مسابقة فنون قتالية صينية في جنوب شرق آسيا. اقترح زعيم مجموعة سنغافورة أنه يجب أن يكون في هونج كونج جمعية لتنسيق وتوسيع مجتمع فنون الدفاع عن النفس الصيني. اتفق كل أسلوب ومدرسة في الكونغ فو على أنها فكرة جيدة وتم انتخاب تشان رئيسًا للجمعية.
حصل تشان على ميدالية من الملكة اليزابيث الثانية في عام 1973 لقيادته ومساهمته في مجتمع فنون الدفاع عن النفس الصينية. كان ممارس الفنون القتالية الوحيد الذي كرمته الملكة اليزابيث خلال هونغ كونغ الاستعمارية. 

## وفاته
استمر تشان في قيادة جمعية فنون الدفاع عن النفس الصينية في هونغ كونغ حتى وفاته في عام 1991.